# Petres Csaba
Petres Csaba (Ditró, 1951. július 19. –) erdélyi magyar zenepedagógus.

## Életútja
Középiskoláit a marosvásárhelyi Művészeti Líceumban végezte (1970), majd zenetanári diplomát szerzett a kolozsvári Zeneművészeti Főiskolán (1974). Tanári pályáját szülőfalujában kezdte általános iskolai tanárként (1974–76), s rövid csíkszeredai kitérő (1976–77, Művészeti Líceum) után 1977-től napjainkig ugyanott folytatta.

## Munkássága
Önálló kiadásban megjelent munkái: 
- Blockflöte ABC. Csíkszereda 1992 (ugyanazon évben 2., 2001-ben bővített 3. kiadás ugyanott)
- Darabok kezdő blockflöte-együttesek számára. ugyanott 1992
- Rövid elméleti összefoglaló összhangzattanból. ugyanott 1998
- A Könnyű egyházi kórusművek egynemű és vegyeskarok számára című gyűjtemény szerzője
- 143 átirat zongorakíséretes szoprán és alt Blockflötékre", kézirat, a csíkszeredai Nagy István Művészeti Líceum könyvtárának adományozva, 2005 [forrás?]
- "Tücsök koma gyere ki" 288 gyermekdal és -játék óvodásoknak és kisiskolásoknak, Ábel Kiadó, Kolozsvár, 2006, 2., javított kiadás, ugyanott 2007[2]
- "Tarka madár" 162 könnyű darab szoprán és altfurulyára, Ábel Kiadó, Kolozsvár, 2007[2]
- "Nyolc kolinda" bariton szólóra és vonósnégyesre, 2008[3]
- "Karácsonyi zene" 10+3 tétel, karácsonyi dalok , vegyeskar, zenekar, 2009[3]
- "Öt magyar népdal fuvolára és vonósnégyesre", 2011[3]
- "Zene - Segédkönyv az általános iskolák V-VIII osztályai számára", Markhouse Kiadó, Gyergyószentmiklós, 2012[4]
- "Zenei minimum - Kis komolyzenei ABC", Corvin Kiadó, Déva, 2015[4]
- "152 átirat zongorakíséretes szoprán és alt Blockflötékre", kézirat. A Csíkszeredai Nagy István Művészeti Líceum, és a Gyergyószentmiklósi Vaskertes Általános Iskola könyvtárainak adományozva, 2016[forrás?]